# Гордіан III
Марк Анто́ній Гордіа́н (лат. Marcus Antonius Gordianus; 20 січня 225 — 11 лютого 244), також Гордіан III — римський імператор, яки правив у 238—244 роках. Прийшовши до влади під час року шістьох імператорів у 13-річному віці, став наймолодшим одноосібним імператором за увесь час існування об'єднаної Римської імперії. Був онуком імператора Гордіана I, сином його доньки та небожем імператора Гордіана ІІ.

## Ранні роки та прихід до влади
Про життя Гордіана III до прийняття ним імператорського титулу відомо мало інформації. Після вбивства від рук власних солдат імператора Александра Севера у Могунтіаку (сучасний Майнц, Німеччина), новим імператором проголосив себе Максимін Фракієць, командуючий IV італійським легіоном. У відповідь на це, дід та дядько Гордіана, Гордіан I та Гордіан II, були проголошені імператорами-співправителями після бунту в провінції Африка. Сенат підтримав це рішення та, очікуючи на їхнє прибуття до Риму, призначив комісію з двадцяти осіб для координації дій проти Максиміна Фракійця. Вже менш, аніж за місяць повстання в Африці було придушене Капеліаном, намісником Нумідії та прихильником Максиміна. Обидва Гордіани померли, але для народу вони залишилися жертвами Максимінових репресій.
Водночас із цим, дізнавшись про рішення Сенату, свій наступ на Рим почав Максимін. Сенат через страх помсти з його боку обрав нових імператорів — Пупієна та Бальбіна, членів вищезгаданої комісії двадцятьох. Ці сенатори не користувалися прихильністю народу, який все ще був вражений долею Гордіана I, тому разом із ними було вирішено проголосити цезарем 13-річного Гордіана, назвавши його на честь діда Марком Антонієм Гордіаном.
Пізніше, під час осади міста Аквілея, власними солдатами було вбито і Максиміна, що допомогло Пупієну та Бальбіну затвердити свою владу. Проте, через невдале правління та суперечки між собою, вони обидва були вбиті 29 липня 238 року солдатами преторіанської гвардії, а єдиним імператором був проголошений 13-річний Гордіан III.

## Правління
Через молодість Гордіана, управління імперією було передано до аристократичних родин, які контролювали державні справи за допомогою Сенату. У віці 15 років Гордіан одружився з Фурією Сабінією Транквіліною, донькою префекта преторія Гая Фурія Тімесифея. Як очільник преторіанської гвардії та тесть імператора, Тімесифей швидко став фактичним правителем імперії.
Невдовзі відновились заворушення, першим з яких було повстання Сабініана в Африці у 240 р., яке, однак, було швидко придушене. Також серйозними були і зовнішні загрози: так у [III]] столітті римські кордони почали слабшати під тиском германських племен, що жили на протилежних берегах Рейна та Дуная, а в Азії посилювало свої атаки царство Сасанідів. Коли до Месопотамії вторглися перси під проводом Шапура I, молодий імператор востаннє в римській історії відчинив двері Храму Януса та послав велике військо на схід. Спочатку Сасаніди були відкинуті за Євфрат, а потім і розбиті у битві при Резені (243). Кампанія здавалася успішною і Гордіан, який приєднався до армії, планував вдертися на ворожу територію, але раптово за нез'ясованих обставин помер його тесть. Без Тімесифея військові дії та, власне, безпека імператора, опинилися під загрозою. Після смерті Тімесифея на посаду префекта преторія був призначений Марк Юлій Філіпп, також відомий як Філіпп Араб, людина незнатного походження, заздрісна і корислива. Штучно створивши дефіцит харчів у містах та воєнних гарнізонах, він викликав невдоволення імператора. Гордіан відкрито виступив зі звинуваченнями проти Філіппа, але не знайшов підтримки з боку військових.
Водночас із тим війна продовжувалась і на початку 244 р. перси завдали контратаки. За словами перських джерел, в результаті битви при Місіхе (сучасна Фаллуджа, Ірак), римляни зазнали нищівної поразки, а 18-річний імператор Гордіан III загинув під час бою. Варто зазначити, що римські історики не згадують про цю подію та припускають, що Гордіана було вбито власними солдатами за наказом Філіппа у місті Заїта (сучасна Калат-ес-Саліхійя у Сирії). Таким чином справжня причини смерті молодого імператора є невідомою.
Молодість та добра вдача Гордіана III разом із загибеллю його діда та дядька та його власною смертю від рук нового узурпатора стали причиною вшанування його пам'яті римлянами. Незважаючи на протидію Філіппа, який став новим імператором, Сенат обожнив Гордіана з метою заспокоєння населення та уникнення заворушень.